# Friedrich Christiansen
Friedrich Christiansen (Wyk auf Föhr, 12 dicembre 1879 – Aukrug, 3 dicembre 1972) è stato un aviatore e militare tedesco.
Pilota da caccia durante la prima guerra mondiale, fu il più importante asso dell'aviazione della Kaiserliche Marine, la marina militare dell'Impero tedesco. In seguito raggiunse il grado di General der Flieger nella Luftwaffe.